# Gus McCarthy
Pour les articles homonymes, voir McCarthy.

a Compétitions nationales et continentales officielles uniquement.

b Matchs officiels uniquement.
Dernière mise à jour le 21 avril 2025.
Gus McCarthy, né le 23 juillet 2003 à Dublin (Irlande), est un joueur international irlandais de rugby à XV jouant au poste de talonneur au Leinster depuis 2024.

## Biographie

### Jeunesse et formation
Gus McCarthy naît le 23 juillet 2003 à Dublin, en Irlande. Durant sa jeunesse, il pratique de nombreux sports tels le golf, le tennis, le football gaélique et surtout le rugby à XV. Il fréquente le Blackrock College (en) et est le capitaine de leur équipe de rugby qui remporte la Leinster Schools Cup en 2022,.
En 2023, il est sélectionné en équipe d'Irlande des moins de 20 ans pour Tournoi des Six Nations des moins de 20 ans et est nommé capitaine de l'équipe. Il joue tous les matchs de la compétition que les Irlandais remportent en réalisant le Grand Chelem. Quelques mois plus tard, il est de nouveau convoqué en sélection pour le Championnat du monde junior et confirmé dans son rôle de capitaine. L'Irlande se qualifie jusqu'en finale où elle affronte la France. Pour cette rencontre, il est titulaire, mais les Bleuets s'imposent largement sur le score de 50 à 14.

### Carrière professionnelle
En fin de saison 2023-2024, Gus McCarthy fait ses débuts professionnels avec le Leinster lors d'un match de United Rugby Championship face aux Sud-Africains des Stormers.
Puis, durant la saison 2024-2025, son entraîneur Leo Cullen lui donne de plus en plus de temps de jeu, alors qu'il est le cinquième talonneur dans la hiérarchie du Leinster derrière Dan Sheehan, Rónan Kelleher, John McKee (en) et Lee Barron (en),. Il connaît notamment sa première titularisation dès la première journée de championnat contre Édimbourg Rugby. Après un bon début de saison, il est sélectionné pour la première fois de sa carrière en équipe d'Irlande pour les test matchs d'automne. Il obtient à cette occasion sa première cape avec son pays, le 23 novembre 2024, contre les Fidji. Il est titularisé, marque un essai et les Irlandais l'emportent sur le score de 52 à 17. Il joue aussi le match suivant contre l'Australie et marque l'essai de la victoire en fin de rencontre permettant à son pays de s'imposer 22 à 19. Ensuite, au mois de janvier 2025, il est rappelé en sélection pour le Tournoi des Six Nations 2025. Il ne joue que deux matchs durant la compétition, puis prolonge son contrat jusqu'à la fin de la saison 2027-2028,. À la fin de cette saison, il remporte la finale du United Rugby Championship en battant les Sud-Africains des Bulls sur le score de 32 à 7.

## Palmarès

### En province
- Leinster
  - Vainqueur du United Rugby Championship en 2025.

### En équipe nationale
- Irlande -20
  - Vainqueur du Tournoi des Six Nations des moins de 20 ans en 2023 (Grand Chelem).
  - Finaliste du Championnat du monde junior en 2023.